# Adopción

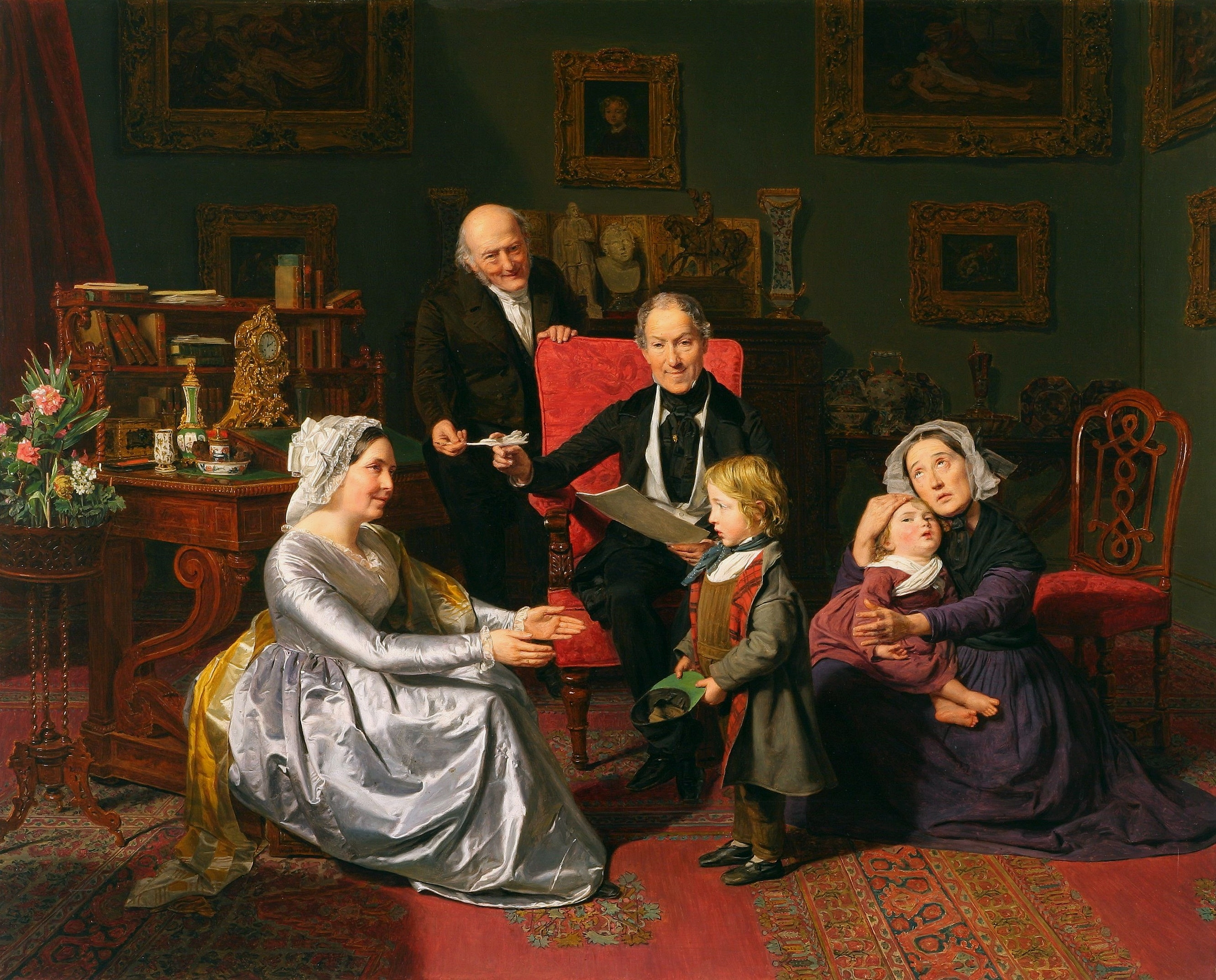
La adopción (cuadro de Ferdinand Georg Waldmüller, 1847).

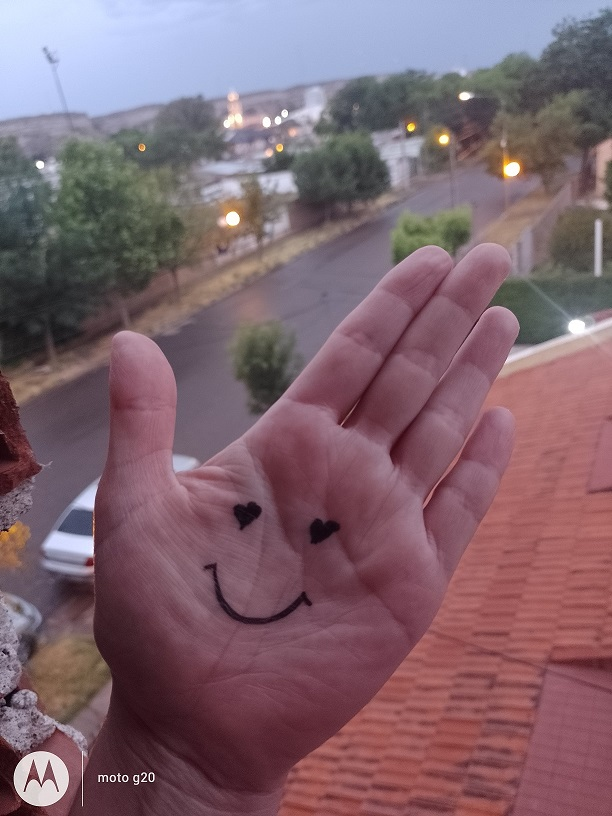
Símbolo del Día mundial de la adopción.

Jurídicamente, se entiende como adopción o filiación adoptiva el acto jurídico mediante el cual se crea un vínculo de parentesco entre una o dos personas, de tal forma que establece entre ellas una relación de paternidad o de maternidad.
Hace mucho tiempo, la adopción se veía como un acto de caridad. Hoy en día, la adopción es una solución para que los menores de edad puedan volver a tener una familia y las parejas o personas solicitantes que quieran tener hijos y no puedan por cualquier motivo puedan vivir y disfrutar la experiencia de la paternidad. Antes de adoptar, tiene que haber un proceso de reflexión, dejar transcurrir un poco de tiempo, pues no es solo una cuestión de cariño. Además, dada la función de protección del menor a que responde, se asumen las obligaciones de cuidar del adoptado. Se procura, en todo momento, el interés superior del menor.
Las legislaciones establecen ciertos requisitos mínimos para poder adoptar, entre los cuales son comunes los siguientes:
- Una edad mínima del adoptante que suele superar la de la mayoría de edad y, en ocasiones, una edad máxima.
- Plena capacidad de ejercicio de los derechos civiles.
- No ser tutor en ejercicio del adoptado.
- Tener una diferencia de 17 años de edad entre el tutor y el niño que va a ser adoptado.

La adopción reviste tres tipos: plena, simple e integrativa.
La adopción plena obtiene los mismos efectos que la filiación por naturaleza, es decir, tiene los mismos derechos que los hijos biológicos y generalmente el adoptante tiene que reunir unos requisitos más exigentes que en la adopción simple, donde no existe sustitución automática de apellidos ni el hijo adoptado ocupa un lugar similar en el orden de sucesión testamentaria con los hijos naturales. A diferencia de la adopción integrativa que tiene como objetivo reconocer legalmente un núcleo familiar ya consolidado entre el niño o adolescente y el conviviente o cónyuge de su progenitor de origen, es decir del padre biológico o de la madre biológica.
Esta división encuentra sus orígenes en la adopción romana. En el imperio romano, existían la adrogatio y la adoptio. La última a su vez se subdividía en adoptio plena y minus plena, en la plena se daba la cesión de la patria potestad mientras que en la minus plena se formaba un vínculo entre adoptante y adoptado que podía (pues no era forzoso) generar derechos de sucesión.

## Adopción por países

### Argentina
La adopción se encuentra regulada en la ley nacional 24.779, aunque dado el carácter federal del país, las metodologías y especialmente los procesos previos a la adopción y de otorgamiento de la guarda difieren en distintas jurisdicciones provinciales.
Puede ser adoptante toda persona que reúna los requisitos establecidos por la ley cualquiera fuese su estado civil debiendo acreditar residencia permanente en el país por un período mínimo de cinco años y ser por lo menos 18 años mayor que el adoptado.

### Chile
Esta figura jurídica se encuentra regulada por la Ley N.º 19.620 que dicta las normas sobre adopción de menores (publicada en el Diario Oficial con fecha 5 de agosto de 1999), por su Reglamento contenido en el Decreto Supremo N.º 944 de 2000 del Ministerio de Justicia, y por el Convenio de La Haya sobre Protección del Niño y Cooperación en Materia de Adopción Internacional de 1993, y que fue ratificado por Chile en el año 1999.
El organismo encargado de la protección y el cuidado de los menores susceptibles de ser adoptados es el Servicio Nacional de Menores (SENAME). Existen varias fundaciones que están acreditadas ante el SENAME para evaluar candidatos y ayudar en procesos de adopción de menores.

### Colombia

#### Concepto
El Código de Infancia y Adolescencia, se refiere a la institución en estas disposiciones, artículos 61 a 78 y 124 a 128; y en el 61 la define precisando que es, principalmente y por excelencia, una medida de protección a través de la cual, bajo la suprema vigilancia del Estado, se establece de manera irrevocable, la relación paterno-filial entre personas extrañas, que no tienen esa relación por naturaleza: Adoptable y adoptivo.
De forma sencilla se sabe que resultan del concepto claramente, un objeto y su esencia.
Objeto
Consiste en proteger al menor adoptado, niño, niña o adolescente que adquiere la calidad de hijo por un extraño, el adoptable, que asume la posición de padre para darle el verdadero y adecuado hogar y tratar al menor como su hijo.
Esencia
Es el establecimiento de un parentesco que se llama de adopción, civil o legal; que conforme a la sentencia de la Corte Constitucional de Colombia C-893 de 31 de enero de 2007, pretende garantizar, la adopción, al menor expósito o en abandono un lugar estable en donde pueda desarrollarse de forma armónica e integral, constituyendo una relación paterno-filial entre personas extrañas, que biológicamente no la tienen.

#### La adopción y el Instituto Colombiano de Bienestar Familiar (ICBF)
En Colombia, el Instituto Colombiano de Bienestar Familiar es el organismo del Estado encargado de proteger al menor de edad y garantizarle sus derechos. Para ello cuenta con instrumentos jurídicos como lo es el Código del Menor, el cual contiene medidas de protección para los menores en situaciones regulares. Entre estas medidas se encuentra la adopción.

#### Gratuidad de la adopción
La norma colombiana establece en el Código de la Infancia y la Adolescencia, Artículo 74, lo siguiente de estricto cumplimiento: […] Ni el Instituto Colombiano de Bienestar Familiar ni las Instituciones Autorizadas por éste para desarrollar programas de adopción, podrán cobrar directa o indirectamente retribución alguna por la entrega de un menor para ser adoptado. En ningún caso podrá darse recompensa a los padres por la entrega que hagan de sus hijos para ser dados en adopción ni ejercer sobre ellos presión alguna para obtener el consentimiento […]

#### Quiénes pueden adoptar según el régimen legal colombiano
(ART. 68) Código de la Infancia y la Adolescencia Ley 1098 de 2006.
- Los cónyuges (esposos).
- Las personas solteras, viudas o separadas.
- La pareja formada por un hombre y una mujer que demuestre una convivencia ininterrumpida de por lo menos dos años. Este término se contará a partir de la sentencia de Divorcio, si alguno de ellos hubiera estado casado o con un vínculo matrimonial anterior.
- El guardador al pupilo o ex pupilo, una vez aprobadas las cuentas de su administración.
- El cónyuge o compañero permanente, al hijo del cónyuge o compañero, que demuestre una convivencia ininterrumpida de por lo menos dos años.

#### Los tiempos de espera
Aunque el número de adopciones internacionales se ha mantenido estable en los últimos años, el aumento de solicitudes ha hecho que los tiempos de espera se alarguen cuando lo que se desea es adoptar niños pequeños.
Como otros países, los expedientes para adoptar niños mayores o con necesidades especiales y grupos de hermanos se tramitan con carácter prioritario.
Las adopciones de niños de 6 y 7 años tienen en la actualidad un tiempo de espera de apenas 6 meses (dato de enero de 2009). En cambio, las familias que están ahora recibiendo asignaciones de niños de 0 a 3 años, llevaban algo más de tres años esperando.

### Ecuador
En Ecuador, la adopción es una institución en virtud de la cual una persona, llamada Adoptante, adquiere los derechos y contrae las obligaciones de padre o madre , respecto de un menor de edad que se llama Adoptado. Solo para los efectos de la adopción se tendrá como menor de edad al que no cumple 21 años. Según lo expresa en el Art. 314 del Código Civil Ecuatoriano.
La institución de adopción produce sus efectos generales de manera plena, por lo que existe solo la adopción plena, lo que conllevaría la trasmisión de apellidos y en el aspecto sucesorio a participar de años heredero legítimo en todo lo referente a la sucesión.
En Ecuador, las regulaciones pertinentes se encuentran en el Código de la niñez y adolescencia Art. 152, en el Código Civil Art. 314.

### España

#### Historia
Desde 1939 hasta 1987, no existía la norma actual.

#### Actualidad
A partir de la entrada en vigor de la Ley 21/1987, de 11 de noviembre, en España se produce un cambio radical en la concepción de la institución jurídica de la adopción, ya que la ley induce dos principios fundamentales en los que se basa la adopción: la configuración de la misma como un elemento de plena integración familiar y el interés del niño adoptado que se sobrepone a los otros intereses legítimos que se dan en el proceso de la constitución de la adopción. Por otra parte se potencia el papel de las entidades públicas con competencia en protección de menores.
La Ley Orgánica de Protección Jurídica del Menor, respecto a la adopción nacional e internacional, introduce la exigencia del requisito de idoneidad de los adoptantes, que debe ser apreciado por la entidad pública, y regula meritoriamente la adopción internacional.
Según esta legislación la adopción es una herramienta para proporcionar una familia a niños o niñas que carecen de ella.
Las parejas o personas solteras que desean adoptar a nivel nacional deben presentar su correspondiente solicitud (normalmente en impreso normalizado) a los Servicios de Protección de Menores de sus respectivas Comunidades Autónomas y posteriormente pasaran a una lista de espera para su valoración. El proceso de valoración se lleva a cabo mediante una serie de entrevistas, visitas domiciliarias y presentación de documentación. Las autoridades estudiarán los citados informes hasta que decidan conceder o rechazar la idoneidad de los solicitantes. Una vez valorados y reconocidos como idóneos para la adopción, pasarán a una lista de selección, a los efectos de proponer la asignación de un menor, formalizándose el Acogimiento Familiar preadoptivo (pudiendo ser este administrativo o judicial). Se inicia el procedimiento de acoplamiento del menor en el domicilio familiar y posteriormente se presenta la propuesta de adopción por la entidad pública. El juez, previa valoración de la documentación e informe del fiscal, dictará auto de adopción y finalmente se realizará la inscripción en el Registro Civil, a los efectos de modificar los apellidos.
De conformidad con el art. 175 del Código Civil, los adoptantes deben reunir los siguientes requisitos:
1. Ser mayores de 25 años (basta que uno de ellos haya alcanzado dicha edad).
2. Haber presentado la correspondiente solicitud en el Registro de Adopciones.
3. Poseer unas condiciones psicopedagógicas y socioeconómicas mínimas como pueden ser.
4. Que el medio familiar reúna las condiciones adecuadas para la atención del menor respecto a su salud física y psíquica (situación socioeconómica, habitabilidad de la vivienda, disponibilidad de tiempo mínimo para su educación).
5. En el caso de cónyuges o personas que convivan habitualmente de hecho, que exista una relación estable y positiva. (Se valora convivencia mínima de 2 años).
6. Que existan motivaciones y actitudes adecuadas para la adopción.
7. Que exista voluntad compartida por parte de ambos en el caso de ser cónyuges o parejas de hecho.
8. Que exista aptitud básica para la educación de un niño.
9. Será negativo que los solicitantes condicionen la adopción a las características físicas, al sexo o a la procedencia socio-familiar de los menores, así como la ocultación o falseamiento de datos relevantes para la valoración por parte de los solicitantes.

En España se permite la adopción por parte de parejas del mismo sexo desde el año 2005, cuando entró en vigor la ley de matrimonio que eliminaba la discriminación entre parejas de distinto y mismo sexo.
Actualmente, en el Derecho internacional privado, la adopción está regulada por la Ley 54/2007.

### Guatemala
La institución de la adopción fue regulada en Guatemala por primera vez y se definió de la siguiente manera: «la adopción ó prohijamiento es el acto de tomar por hijo al que no lo es del adoptante» en el Código Civil de 1877.
El Código Civil de 1926 suprimió la institución de la adopción por considerar que no era necesaria y se prestaba a una gran cantidad de abusos y crímenes. El Código Civil de 1932 mantuvo el mismo criterio que el Código Civil de 1926. Fue restablecida en la Constitución de 1945, y se estableció que la adopción se instituyó en beneficio de los menores de edad y no se reconocen desigualdades legales entre los hijos naturales y los adoptivos.
Posteriormente se emite la primera ley especial en materia de adopciones, Decreto Legislativo 375, el cual fue publicado en 1947. El actual código civil, Decreto 106, contenía la normativa sustantiva respecto a la adopción y la misma era una adopción simple o semiplena puesto que era revocable y además no generaba un vínculo extendido sino que limitado al adoptante y adoptado (parentesco civil) El procedimiento de adopción era voluntario y se tramitaba ante Notario. Sin embargo, en virtud del Convenio Relativo a la Protección del Niño y a la Cooperación en Materia de Adopción Internacional suscrito por Guatemala, se emite la nueva ley de Adopciones que no regula sustantivamente la adopción y deroga de forma expresa la normativa contenida en el Código Civil por lo que deja un vacío legal y una incertidumbre frente a la naturaleza de la adopción en el país. La nueva ley, en armonización con la de otros países, establece un ente autónomo (Consejo Nacional de Adopciones) el cual es el encargado de escoger a la familia y establecer los parámetros para establecer la mejor familia para el adoptado. La ley es de carácter administrativo y procedimental pero no contiene normas de carácter sustantivo.

### México
Cuando los menores no pueden vivir dentro de su propio núcleo familiar, el gobierno de México, a través de la figura jurídica de la adopción, busca garantizar su derecho a ser parte de una familia permanente. En cuanto a las instituciones públicas, los procedimientos de adopción de un menor se realizan en las oficinas del Sistema Nacional para el Desarrollo Integral de la Familia correspondiente a cada entidad, por lo que a pesar de que se cuenta con una coordinación nacional, estos son responsabilidad de los gobiernos estatales. Las adopciones internacionales dentro del país son reguladas por la Secretaría de Relaciones Exteriores, que funge como encargada de reportar y dar seguimiento a las solicitudes realizadas.
En cuanto a adopciones realizadas en instituciones privadas, estos centros establecen acuerdos de cooperación con las unidades encargadas de la niñez de acuerdo a su localización, ya sea a nivel municipal o a nivel estatal, dependiendo de la legislación de la entidad en específico.
El trámite para la adopción de un menor tiene una duración promedio de entre ocho meses y un año, tiempo que puede modificarse atendiendo a la situación tanto del menor como de los padres adoptantes que tienen que cubrir con ciertos requisitos básicos: aprobar exámenes psicológicos y socioeconómicos, acreditar que además de ser mayores de edad, existe una diferencia mínima de 17 años entre ellos y el menor, no contar con registros de antecedentes penales o problemas con la autoridad y evidenciar que la adopción será benéfica para el menor.

### Perú
El Título II del Código de los Niños y Adolescentes (artículos 115 a 132) define y regula las adopciones. Así mismo, el Capítulo Segundo del Título I de la Sección Tercera del Código Civil (artículos 377 a 385).

### República Dominicana
República Dominicana maneja a través de instituciones gubernamentales facultadas por la ley 136-03 todo lo relacionado con las Adopciones Internacionales, buscando siempre a través de las mismas garantizar todo lo mejor para el menor adoptado. El segundo objetivo es establecer un proceso que otorgue las garantías al nuevo hijo de los padres adoptantes de todas las prerrogativas que la ley le confiere como si fuera este un hijo engendrado por estos.

### Corea del Sur
Legislación vigente, Ley especial sobre adopción, de 1 de junio de 1999. (entrada en vigor el 1 de septiembre de 1999) y Reglamento relativo a la aplicación de la Ley especial (Resolución ministerial n.º 109). Decreto de aplicación de Ley especial sobre adopción (Resolución presidencial n.º 16252).El adoptado debe ser menor de 18 años, acogido en una institución de protección de menores de filiación desconocida o huérfano o declarado judicialmente abandonado o cuyos padres o representantes legales hayan consentido a la adopción. Si el adoptado tiene más de 15 años debe de consentir a la adopción.Exigencias relativas a las autoridades competentes.

#### Carácter de las Adopciones Internacionales
Los padres adoptivos cuando se encargan de niños extranjeros deben entender mejor a sus futuros hijos, respetar su cultura, no perder el contacto con sus raíces, porque esos niños en algún momento desean conocerlas.
Los Ciudadanos extranjeros pueden adoptar menores en la República Dominicana, bajo las mismas condiciones previstas para los nacionales dominicanos. Estas son de carácter privilegiado o plenas. A través de esta facultad el menor adoptado ve extinguirse todo parentesco con sus padres o familia biológica, y a su vez los efectos jurídicos con estos.
Las adopciones Internacionales en República Dominicana son de carácter irrevocables ya que el niño obtiene a través de esta un nexo jurídico directo con los padres adoptantes, que le confiere los mismos derechos que son adquiridos por los hijos biológicos incluyendo su nacionalidad.
Las Adopciones Internacionales se dividen en dos etapas. La primera Administrativa, desarrollada por el departamento de adopciones del Consejo Nacional para la Niñez y Adolescencia (CONANI), una entidad gubernamental. La segunda parte del proceso es la Administrativa Judicial, cuya entidad responsable es el tribunal de niños niñas y adolescentes de la República.

## Diferencias culturales
Las actitudes y las leyes relativas a la adopción varían mucho. Mientras que todas las culturas tienen disposiciones conducentes a que los niños cuyos padres biológicos no están disponibles para criarlos puedan ser criados por otros, no todas las culturas tienen el concepto de adopción, que es el tratamiento de los niños no relacionados como equivalentes a los hijos biológicos de los padres adoptivos. Bajo la ley islámica, por ejemplo, los niños adoptados deben mantener su apellido original para ser identificados con parientes consanguíneos, y, tradicionalmente, respetar el hiyab (la cubierta de la mujer en la presencia de no familiares) en sus hogares adoptivos. En Egipto, estas distinciones culturales han llevado a hacer la adopción ilegal.

## La adopción como derecho humano
Como una reacción contra las prohibiciones y obstáculos que afectan a la adopción internacional, los estudiosos Elizabeth Bartholet y Paulo Barrozo afirman que todo niño tiene derecho a una familia como una cuestión de derechos humanos básicos. Esta afirmación devalúa el patrimonio o en las reivindicaciones «culturales» y hace hincapié en la existencia del niño como un ser humano en lugar de una «propiedad» de las naciones específicas o, por ejemplo, cuidadores abusivos.
La adopción, y ya no digamos el acogimiento, no tienen como objetivo que unos adultos puedan ser padres y crear una familia. Ser padres no es un derecho. Por el contrario, el objetivo principal de la adopción es dar unos cuidadores a un niño que lo necesita, y el del acogimiento dar un entorno familiar a un niño que ya tiene unos padres pero, por lo que sea, no se pueden encargar de él. Nunca la falta de recursos de una familia puede ser causa de dar en adopción a un niño. La verdadera bondad está en ayudar a esas madres que no pueden mantener a sus hijos.